# Saint-Bômer-les-Forges

Saint-Bômer-les-Forges este o comună în departamentul Orne, Franța. În 1 ianuarie 2022 avea o populație de 1.023 de locuitori.